# Abdullah Hammoud
Abdullah Hammoud (9 marzo 1990) è un politico statunitense eletto, nel 2017, membro della Camera dei rappresentanti del Michigan.

## Carriera
Il 2 novembre 2021 è stato eletto sindaco di Dearborn, nel Michigan, diventando il primo sindaco arabo-americano e musulmano della città. La sua vittoria è considerata storica, poiché la città ospita la più grande quantità pro capite di abitanti mediorientali e musulmani negli Stati Uniti. Hammoud è anche il primo politico di fede musulmana ad essere chiamato a rappresentare il 15º distretto di Dearborn presso la camera dei rappresentanti del Michigan.